# Lérida
Lérida (em português e castelhano; pronúncia espanhola: [ˈleɾiða]) ou Lleida (AFI: [ˈʎɛjðə]; (em catalão e oficialmente) é uma cidade e município da comarca de Segrià e província homónima, da qual é capital, na comunidade autónoma da Catalunha, Espanha. O município tem 211,7 km² de área e em 2021 tinha 140 080 habitantes (densidade: 661,7 hab./km²).

## Demografia
| Ano  | Nº de habitantes |
| ---- | ---------------- |
| 1991 | 112 093          |
| 1996 | 112 035          |
| 2001 | 112 199          |
| 2004 | 119 935          |
| 2005 | 124 709          |

## História
Chamada de "Iltrida", Indíbil e Mandonio defenderam a cidade dos cartagineses e dos romanos. No ano 205, passou a chamar-se "Ilerda". No final do século III, foi fortificada com uma ponte de pedra que foi destruída por bandos de bárbaros germânicos. Em 716 a cidade foi ocupada por muçulmanos, passando a denominar-se "Lareda". Em 1149, foi tomada por Raimundo Berengário IV de Barcelona e por Ermengol VI de Urgell. Em 1300, criou-se a primeira universidade da Coroa de Aragão, activa até 1717, quando Filipe V ordenou o seu encerramento e destruição do burgo universitário. Deste período, conserva-se a antiga catedral (a la Seu Vella).
Na sequência da Guerra dos Segadores, a cidade foi ocupada por forças catalãs e francesas. Em 1644, Lérida foi conquistada pelas forças espanholas lideradas pelo português Felipe da Silva.
O caminho-de-ferro chega à cidade em 1860. Actualmente, Lérida dispõe de sete pontes sobre o rio Segre, sem contar com a futura ponte que unirá a rua Príncipe de Viana com a avenida Tarradelles.

## Património
- Sé Velha de Lérida
- Igreja de São Martinho de Lérida
- Fonte da Sereia (Lérida)